# 意匠権
意匠権（いしょうけん、英語: (industrial) design right）とは、意匠の実施をする独占排他権をいう。意匠権の保護の形態は、国によって異なっており、特許庁等の機関による登録により権利が発生するパテント・アプローチと、創作の時点で権利が発生するコピーライト・アプローチが存在する。
日本では、意匠権は、特許庁に出願を行い、特許庁が新規性と創作性などの一定の登録要件を具備しているか否かを審査して、設定登録することにより発生する。すなわち、日本は、いわゆるパテント・アプローチによって意匠権を保護する。以下の説明では、特に断りのない限り、日本における意匠権について説明する。

## 保護対象
意匠権の登録要件・効力は、意匠法で規定されている。
意匠法では、意匠権の対象である意匠は、
- 物品（物品の部分を含む。）の形状、模様若しくは色彩又はこれらの結合（以下「形状等」という。）

- 建築物（建築物の部分を含む。)の形状等

- 画像（機器の操作の用に供されるもの又は機器がその機能を発揮した結果として表示されるものに限り、画像の部分を含む。）

であって視覚を通じて美感を起こさせるものと定義されている（意匠法2条1項。以下意匠法は条数のみ記す）。

## 意匠の登録

### 登録の要件
意匠を登録するためには、特許庁に出願し、以下に示す要件を満たしているかどうか審査を受ける必要がある。なお、審査請求制度が設けられていないため、原則すべての出願が審査される。早期審査の請求も可能である。
1. 工業上利用性
工業上利用することができる意匠であること（3条1項柱書）。工業上利用性を有するためには、量産可能なものである必要がある（工業性のない美術品のデザインは、原則著作物にあたる）。
2. 新規性
新規性を有する意匠であること。登録を受けようとする意匠は、その出願前に公然に知られていない新規なものである必要がある。公知となっている意匠、刊行物に記載された意匠、およびこれらに類似する意匠は、新規性がないものとして意匠登録を受けることができない（3条1項各号）。
3. 創作非容易性
創作非容易性を有すること（3条2項）。既に知られた形状や模様、色彩又はこれらの結合や、寄せ集め、構成比率の変更又は連続する単位の数の増減等によって、容易に意匠の創作ができたと考えられる場合には、意匠登録を受けられない。
4. 先願意匠の一部と同一・類似の意匠でないこと
先願の意匠の一部と同一・類似の意匠が後願意匠として登録出願されたとき、後願意匠が新しい意匠の創作とはいえないことから、意匠登録を受けることができない（3条の2）。
5. 公序良俗に反しないもの
元首の像、国旗や皇室の紋章などのように、人の道徳観を不当に刺激し、羞恥、嫌悪の念をおこさせるおそれがある意匠は、意匠登録を受けることができない（5条1号）。
6. 誤認惹起をきたさないこと
他人の業務にかかる物品と混同を生じるおそれがある意匠は、意匠登録を受けることができない（5条2号）。
7. 機能確保のための形状でないこと
コネクタ端子のピンの形状など、物品の機能を確保するために不可欠な形状のみからなるものは意匠登録を受けることができない（5条3号）。
8. 最先の出願であること
同一または類似の意匠について、二人以上の者が出願をしたときには、先に出願した者のみが意匠登録を受けることができる（先願主義、9条1項）。同一または類似の意匠について同日に複数の出願があったときは、出願人に対して協議命令が出され（9条5項）、協議によって定めた一人のみが意匠登録を受けることができる（9条2項前段）。協議が成立しない場合や協議ができない場合には、いずれの出願人も意匠登録を受けることができない（9条2項後段）。
9. 一つの意匠につき一つの出願とすること
複数の意匠をまとめて一つの出願とすることはできず、一つの意匠ごとに一つの出願としなければならない（一意匠一出願の原則、7条）。なお、組物の意匠（後述）の場合も、複数の物品で一つの意匠である（8条）。

### 意匠登録の手続
意匠登録を受けるためには、願書に図面を添付して特許庁長官に提出しなければならない（6条1項）。図面の代わりに写真、ひな形、見本を提出することもできる（6条2項）。願書が提出されると、願書等が所定の書式を満たしているかどうかが審査され（方式審査、68条により準用される特許法17条3項）、所定の書式を満たしているとされたものについて特許庁審査官により登録要件が満たされているかが審査される（実体審査、16条）。なお、特許出願の場合のような出願審査請求の手続は不要であり、全出願が審査される。
実体審査では、その意匠登録出願に拒絶理由（17条各号）がないかどうかが審査され、拒絶理由がないときには「意匠登録をすべき旨の査定」（登録査定、18条）がなされる。登録査定後、所定の期間内に登録料を納付することによって意匠権が設定登録される（20条、42条、43条）。
一方、その出願に拒絶理由がある場合には審査官から出願人に拒絶の理由が通知され、意見書によって意見を述べる機会が与えられる（19条により準用される特許法50条）。意見書の提出や補正（後述）によって拒絶理由が解消された場合には登録査定となるが、拒絶理由が解消されない場合には「拒絶をすべき旨の査定」（拒絶査定、17条柱書）がなされる。
出願人が拒絶査定に不服である場合には、拒絶査定の謄本が送達された日から3月以内に、特許庁長官に拒絶査定不服審判を請求することができる（46条）。拒絶査定不服審判では、3人または5人の審査官によって審理が行われ、拒絶査定が正当な場合には審判不成立の審決（拒絶審決）、拒絶査定が不当な場合には成立審決（この場合、審判官自らが登録すべき旨の審決を行う場合と、審査に差し戻す審決を行う場合がある）がなされる。
出願人が拒絶審決に不服である場合には、東京高等裁判所に特許庁長官を被告として審決取消訴訟を提起することができる（59条）。

### 補正
意匠登録出願人は、その出願の審査・審判・再審が特許庁に係属している間はいつでも、手続補正書を提出することによって願書や図面などを補正することができる（60条の24）。願書の記載や図面の要旨を変更する補正は却下される（17条の2）。

## 意匠権の効力
意匠権者は、業として登録意匠及びこれに類似する意匠を実施する権利を専有する（22条）。特許権と比較すると、意匠権の効力が類似範囲まで及ぶことに特徴がある。また、商標権では類似範囲については禁止権のみが認められ、専用権は同一の範囲に限定されるため、商標権者であっても類似範囲に係る商標を使用できないが、意匠権では専用権も類似範囲にまで及び、意匠権者は類似範囲に係る意匠を実施できる。
意匠権者は、意匠権を侵害する者に対して侵害の差止や予防を請求することができる（37条1項）。また、民法の規定によって不法行為による損害賠償（民法709条）や不当利得の返還（民法703条）を請求することもできる。なお、秘密意匠の場合には、特許庁長官の証明を受けた書面を提示して警告を行った後でなければ差止請求権を行使することができない（37条3項）。秘密意匠は内容が公開されないので、第三者に不測の損害を与えることを防ぐためである。
意匠権の存続期間は、登録出願の日から25年間である（21条1項。2020年4月1日以降に出願したもの。それ以前は設定登録の日から20年間で、さらに2007年4月1日以前は15年だった）。

## 最近の法改正
意匠権は、知的財産権関連訴訟の中でも、その割合は低く、その意匠権が持つ権利の形態も決して強いものではなかったことから、その重要性が年々低下しつつあった。多くの場合、模倣品の形態等に対抗するためには、不正競争防止法等によって訴訟が行われることが多くなっていた。そのため、1998年の意匠法の法改正で、「デザイン」の保護の強化が図られ、模倣等に十分に対抗措置が可能となるように改正された。

### 部分意匠制度
部分意匠（ぶぶんいしょう）とは、物品の一定の範囲を占める部分の形状等であって視覚を通じて美感を起こさせるものを指す（2条1項かっこ書）。たとえば、コップの縁の部分に特徴あるデザインの場合、そのコップの縁の部分について部分意匠を受けることができる。
以前より、意匠の保護対象は「独立した製品」であったことから、その製品のある「部分」の意匠は保護対象とはされてこなかった。そのため、独創的で特徴ある創作部分が、意匠の中に含まれている場合、その一部分が模倣されると、その模倣品に対応することが出来ず、意匠権者が十分な保護を受けられなかったという事情があった。
そのため、平成10年に意匠法が改正され、意匠法第2条の「物品」の定義に「物品の部分」が含まれることを明確にすることで、部分意匠が保護されることになった。

### 組物の意匠の拡大
複数の物品から構成される「組物の意匠」を一意匠として出願し、意匠登録を受ける場合、従来は13品目に限定されていたが、法改正により、その対象品目が大幅に増やされた（56品目）。

### 関連意匠制度
従来の類似意匠制度が廃止され、新たに関連意匠制度となって運用されることになった（10条）。これは、今までの類似意匠制度においては、類似意匠そのものに関連した効力が認められていなかったので、第三者の意匠が、登録しようとする意匠ときわめて類似していなければ、権利行使はほとんど不可能な状態であった。また、類似意匠の審査の判断も非常に複雑になっており、制度改正は一つの課題でもあった。
そのため、新たな関連意匠制度では、登録を受けようとする意匠に類似する関連意匠にも、一般の意匠の権利と同様の効力が与えられるようにすることで、同一人の一連の類似した意匠についても、強い権利が取得可能とされた。

## 意匠権における問題点

### 国際出願への対応
特許法においてはPCTルートを用いた出願、商標法においてはマドリッド協定議定書に基づく出願という、国際出願制度が存在する。意匠については、国際的制度を構築するための制度としてハーグ協定がある。この協定は無審査登録主義を前提に締結された協定である。このハーグ協定の制度は、商標法におけるマドリッド協定議定書と比較的似た制度である。ただし、このハーグ協定には審査主義国にも配慮したジュネーブアクトがあり、日本はこちらに加盟し、平成27年5月中旬から国際出願を受け付けている。

### タイプフェース
タイプフェース（フォントのこと。ただし、1個1個の文字のデザインではなく、ここではアルファベット全文字などのセットについての議論である）は、現在の日本の制度では、意匠権の保護対象になっていない。判例によりフォントは、現在の日本では著作権でも保護されないため（フォント#法的保護）、意匠権による保護を考える者があるようである。仮に意匠権によって保護するとしても、膨大な審査の手間が必要であり（特に日本語文字の場合、JIS第1水準だけですら、3000文字近くもある）、どのようにデザイン性を保護するかは大きな問題となる。

### 画面に表示される画像
従来の日本の制度では、アイコン等、画面に表示される画像は、法上の物品ではないとされ、意匠権によっての保護の対象にはあたらないとされていた。
令和元年法改正により、意匠権の対象に画像が追加された（2条）。画像の意匠は物品に付随することを要せず、機器の操作の用に供されるもの、または機器がその機能を発揮した結果として表示されるものであれば、画像の意匠として意匠権による保護対象となる。